# Фауста (супруга Константа II)
Фауста (630-е — не ранее 668, Константинополь) — византийская императрица, супруга императора Константа II.
Дочь Валентина, военачальника армянского происхождения, возможно из династии Аршакуни. Он был адъютантом Филагрия, казначея Ираклия. После смерти Ираклия в 641 году, трон перешёл к его сыновьям Константину III (от Евдокии) и Ираклию II (от Мартины), но только Константин был достаточно взрослым, чтобы править самостоятельно. Приблизительно в то время Валентина назначили командующим восточными дивизиями византийской армии. Он был верным сторонником императора, который щедро одаривал армию.
Константин III умер весной 641 года спустя всего несколько месяцев правления. Ираклий II по умолчанию стал старшим императором. Сторонники  Константина в армии тут же пустили слух, что их император был отравлен. Валентин взял под свой контроль войска в Анатолии и поднял восстание во имя 11-летнего Константа II, старшего выжившего сына Константина III. Восстание в Анатолии переросло в бунт и в столице. Императрица Мартина вынуждена была пойти на уступки, и Констант был провозглашён соимператором. Валентину было предложено стать командующим эксувиторами, что наделило бы его огромной властью при дворе. Однако все попытки договориться были напрасны. В сентябре 641 года Валентин вошёл в город. Ираклий II и Мартина были низложены и изувечены: Ираклию II отрезали нос, а Мартине — язык (по закону люди с увечьями не могли править); оба были сосланы на остров Родос. Констант стал единственным императором и вскоре был обручён с Фаустой. Брак состоялся в 642 году. Валентин дважды пытался стать соимператором, и вторая попытка восхождения на престол в 644 году стоила ему жизни.
Первым известным сыном Фаусты и Константа был Константин IV. Он родился приблизительно в 652 году, через 10 лет после свадьбы родителей. Он был провозглашён соимператором в 654 году. Два младших известных сына, Ираклий и Тиверий были провозглашены соимператорами в 659 году. В 661 году Констант II перенёс свою резиденцию в Сиракузы, в то время как его сыновья остались в столице. Неизвестно, где в то время находилась Фауста.
15 сентября 668 года Констант II был убит заговорщиками. Константин IV вступил на престол со своими братьями в качестве соимператоров. Он сверг Ираклия и Тиверия в 681 году. Фауста ещё могла быть жива.
В собрании «О церемониях» Константина VII упоминается могила Фаусты в церкви Святых Апостолов, но не дата её смерти.